# (1552) Bessel
(1552) Bessel ist ein Asteroid des Hauptgürtels, der am 24. Februar 1938 von dem finnischen Astronomen Yrjö Väisälä in Turku entdeckt wurde.
Benannt wurde der Asteroid zu Ehren des deutschen Astronomen und Mathematikers Friedrich Wilhelm Bessel.